# パーカー牧場

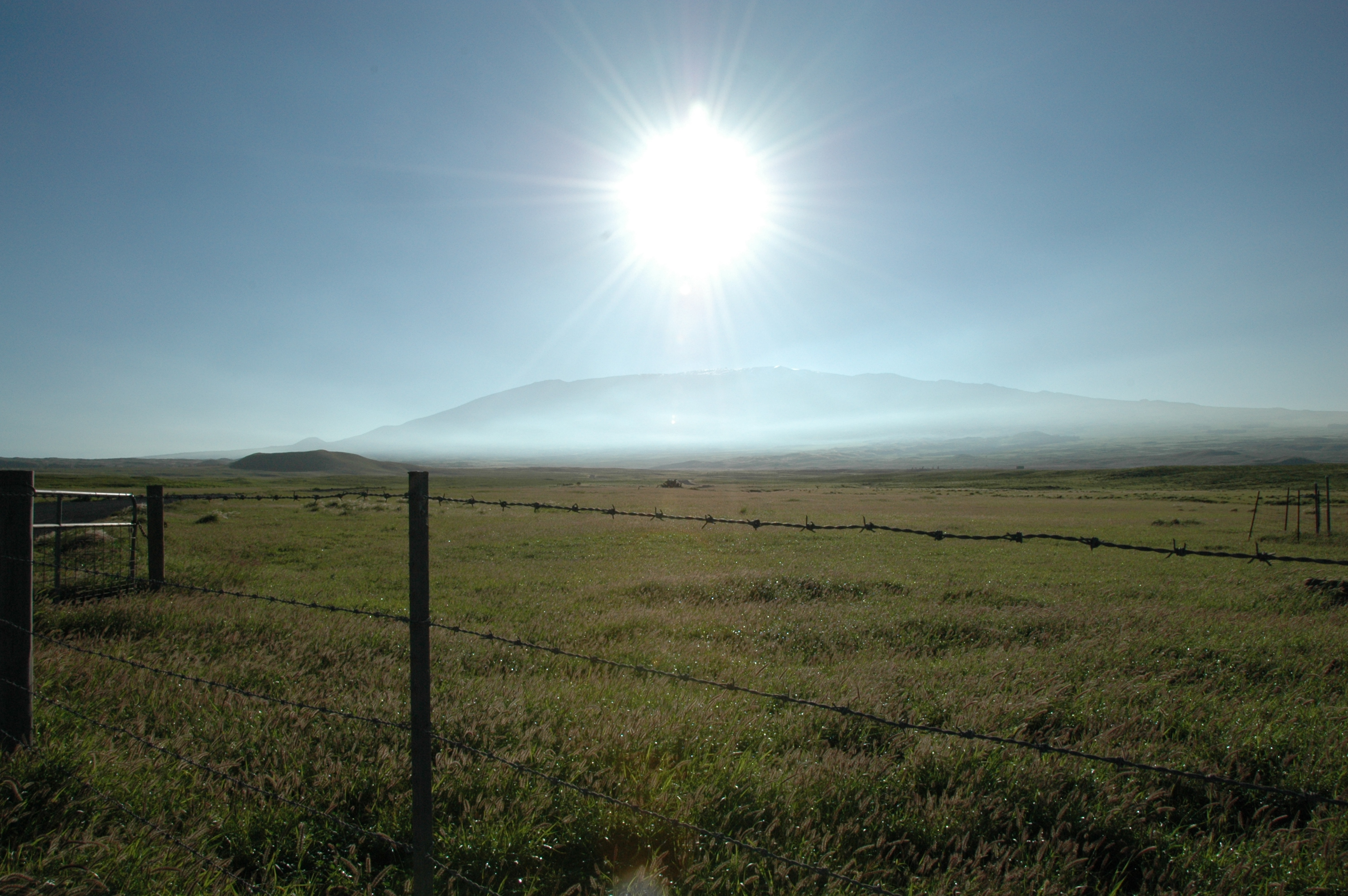
マウナロア山を背景にしたパーカー牧場

パーカー牧場（パーカーぼくじょう、英語: Parker Ranch）はアメリカ合衆国ハワイ州ハワイ島にある牧場地で、総面積は約1,000km2で全米でも最大規模の牧場のひとつである。1847年のカメハメハ大王の側近であるジョン・パーマー・パーカー（en:John Palmer Parker）により設立され、長らく個人所有の牧場であったが、1992年以降は慈善団体（en:Charitable trust）により経営されている。ワイメア（en:Waimea, Hawaii County, Hawaii）に本部があり、「パーカー牧場ショッピングセンター＆ビジターセンター」も運営している。ハワイのカウボーイは、パニオロと呼ばれている。  